# Joseph Zammit
Joseph John Zammit (ur. 29 grudnia 1932, zm. 15 czerwca 2019) – australijski zapaśnik walczący w stylu klasycznym. Olimpijczyk z Melbourne 1956, gdzie zajął dziewiąte miejsce w kategorii ponad 87 kg.

## Letnie Igrzyska Olimpijskie 1956
| Konkurencja           | Rundy eliminacyjne         | Rundy eliminacyjne        | Klas. końcowa |
| Konkurencja           | Przeciwnik I               | Przeciwnik II             | Miejsce       |
| --------------------- | -------------------------- | ------------------------- | ------------- |
| +87 kg styl klasyczny | Andonios Jeorgulis (GRE) P | Adelmo Bulgarelli (ITA) P | 9.            |